# ديفيد بيري (لاعب كرة قدم)
ديفيد بيري (بالإسبانية: David Pirri) هو مدرب كرة قدم ولاعب كرة قدم إسباني في مركز الوسط، ولد في 12 فبراير 1974 في ساباديل في إسبانيا. لعب مع ديبورتيفو لاكورونيا وريال سبورتينغ خيخون وريال سرقسطة ونادي ألباسيتي ونادي برشلونة ب ونادي برشلونة ج ونادي برشلونة ونادي ساباديل ونادي لاس بالماس ونادي مريدا ونومانسيا.

## وصلات خارجية
- ديفيد بيري (لاعب كرة قدم) على موقع قاعدة بيانات كرة القدم.إي يو (الإنجليزية)
- ديفيد بيري (لاعب كرة قدم) على موقع Soccerway.com (الإنجليزية)